# Caroline Coon
Caroline Coon (nascida em 1945) é uma artista, jornalista e ativista política inglesa. Seu trabalho artístico frequentemente explora temas sexuais de um ponto de vista feminista. Coon teve sua primeira exposição individual de pintura na Gallery Liverpool intitulada Caroline Coon: The Great Offender, que durou até maio de 2018.

## Infância e educação
Coon nasceu em uma família de proprietários de terras de Kent e tinha cinco irmãos. Ela saiu de casa aos 16 anos e mudou-se para Londres em busca de emprego. Ela morou em Notting Hill e começou fazendo alguns trabalhos de modelo, inclusive fazendo um filme pornô softcore. Formada como pintora figurativa, ela se envolveu no movimento underground dos anos 1960 em Londres enquanto frequentava a escola de arte.
Ela foi educada na Legat Ballet School (1950–55), na Royal Ballet School (1955–61), Northampton College of Art (Pré-diploma de Belas Artes 1963–65), Central St Martins College of Art (Belas Artes 1965–67 ) e Brunel University London (Pós graduação 1970–72).

## Vida e trabalho
Em 1967, com Rufus Harris, ela co-fundou a Release, uma agência criada para prestar aconselhamento jurídico e providenciar representação legal para jovens acusados de posse de drogas.
Na década de 1970, ela se envolveu na cena punk londrina, escrevendo sobre bandas para a Melody Maker e fornecendo obras de arte para grupos como The Clash, que ela administrou por um breve período, e The Police. Suas entrevistas e resenhas foram conhecidas por interrogar as atitudes das principais bandas punk em relação ao gênero e à sexualidade.
Em 1995, sua pintura Mr Olympia não foi exibida na Tate Liverpool porque o sujeito masculino tinha um pênis semi-ereto. Em junho de 2000, ela ganhou indenização de £ 40.000 e custas judiciais de £ 33.000 da editora Random House depois que o autor Jonathon Green fez falsas alegações a respeito dela em seu livro de 1998 , All Dressed Up: the Sixties and the Counterculture. Coon publicou um livro de memórias íntimo, Laid Bare, em 2016.
Ela permanece politicamente ativa, fazendo campanha principalmente por causas feministas, incluindo a legalização da prostituição e a legalização das drogas.

## Influência
No episódio Punky Business da série de comédia da BBC The Goodies, Jane Asher interpreta uma paródia de Coon (Caroline Kook), a amante dos sonhos da aspirante a estrela do punk rock de Tim Brooke-Taylor. Coon também inspirou a letra de Robert Wyatt para a música O Caroline do Matching Mole, London Lady dos Stranglers e, em sua opinião, She Belongs to Me de Bob Dylan, embora outras mulheres também tenham sido identificadas como o inspiração da música.

## Publicações
- The Release Report on Drug Offenders and the Law. Sphere, 1969. ISBN 0-7221-2445-7.
- 1988: The New Wave Punk Rock Explosion. Hawthorn, 1977. ISBN 0-8015-6129-9.
- Laid Bare – Diary – 1983–1984. Cunst Art, 2016. ISBN 978-1526206084.